# Marija Gimbutas
Marija Gimbutas (Litouws: Marija Gimbutienė, geboren als Marija Birutė Alseikaitė) (Wilno, 23 januari 1921 – Los Angeles, 2 februari 1994) was een Litouws-Amerikaans archeologe en als zodanig een onderzoekster van de neolithische en bronstijdculturen van het "Oude Europa", een door haar ingevoerde term. Haar tussen 1946 en 1971 uitgegeven werken introduceerden nieuwe zienswijzen door traditioneel veldwerk te combineren met linguïstische en mythologische interpretaties. Veel van haar werk wordt tegenwoordig echter niet meer geaccepteerd.
Veel archeologen die zich richten op mythologie en religie willen niet geassocieerd worden met Gimbutas en de godinnenbeweging.

## Levensloop
Gimbutas kwam in 1949 als vluchtelinge uit Litouwen in de Verenigde Staten, na een promotie in de archeologie aan de Universiteit van Tübingen in Duitsland. Ze kon direct aan het werk bij de Harvard-universiteit, waar ze Oost-Europese teksten over archeologie vertaalde en docent werd aan de faculteit antropologie. In 1955 werd ze fellow van het aan Harvard verbonden Peabody Museum.
In 1956 introduceerde Gimbutas haar "koerganhypothese", die archeologisch onderzoek naar de typische "koergans" of grafheuvels combineerde met linguïstiek om problemen in het onderzoek naar de Proto-Indo-Europese talen sprekende volkeren op te lossen, namelijk waar ze vandaan kwamen en langs welke wegen ze Europa binnenkwamen. Deze hypothese en haar interdisciplinaire aanpak had grote invloed op Indo-Europese studies.
Van 1963 tot 1989 was Marija Gimbutas hoogleraar archeologie aan de Universiteit van Californië. Tussen 1967 en 1980 leidde ze grote opgravingen van neolithische vindplaatsen in Zuidoost-Europa. Ze haalde een overweldigende hoeveelheid kunst- en gebruiksvoorwerpen boven de grond door dieper te graven dan haar tijdgenoten hadden gedaan, in lagen die naar men toen veronderstelde ouder waren dan het neolithicum in Europa. In de loop van haar carrière onderzocht en beschreef ze een enorm aantal archeologische vondsten.

## Werk
Tijdens de jaren 50 en het begin van de jaren 60 verwierf Gimbutas een reputatie als specialist op het gebied van de Indo-Europese bronstijd, Litouwse volkskunst en de prehistorie van de Baltische en Slavische volkeren, samengevat in haar definitieve werk Bronze Age Cultures of Central and Eastern Europe (1965).
Met haar drie laatste boeken werd ze onverwachts beroemd, en in de ogen van sommige critici berucht: The Goddesses and Gods of Old Europe (1974), The Language of the Goddess (1989) en The Civilization of the Goddess (1991), die een overzicht bieden van haar speculaties over neolithische culturen in Europa. Ze zag een scherpe tegenstelling tussen het "Oude Europa" en de Indo-Europese dragers van de koergancultuur. Het oude Europa was volgens haar vredelievend, matriarchaal, had een godsdienst met een godin aan het hoofd, men streefde naar sociale gelijkheid, homoseksuelen stonden in aanzien. De androcentrische, strijdlustige en hiërarchische Indo-Europeanen veroverden Europa en drongen hun systeem aan de inheemse volkeren op.

### Critici
Volgens Bernard Wailes, professor antropologie aan de Universiteit van Pennsylvania, beschikte Gimbutas over een enorme kennis, maar was ze niet erg kritisch ingesteld. Ze verzamelde een massa gegevens en trok dan volgens hem vergaande conclusies die niet door argumenten geschraagd werden maar die ze heel stellig formuleerde, alsof er geen reden voor twijfel was. Volgens David Anthony, professor antropologie aan Hartwick College, is er niets dat wijst op een matriarchale cultuur voor de invasie door de koergancultuur en hij wijst ook op de heuvelforten en wapens in het Europa van voor die tijd.

## Werken
Monografiën
- Die Bestättung in Litauen in der vorgeschichtlichen Zeit, Tübingen: In Kommission bei J.C.B. Mohr, 1946.
- The prehistory of Eastern Europe, dl. I: Mesolithic, Neolithic and Copper Age cultures in Russia and the Baltic area, Cambridge (Mass.): Peabody Museum, 1956, 241 blz.
- Ancient symbolism in Lithuanian folk art, Philadelphia: American Folklore Society, 1958.
- The Balts, Londen: Thames & Hudson, 1963.
- Bronze Age cultures in Central and Eastern Europe, Den Haag/Londen: Mouton, 1965.
- The Slavs, Londen: Thames & Hudson, 1971.
- The gods and goddesses of Old Europe, 7000 to 3500 BC: myths, legends and cult images, Londen: Thames & Hudson, 1974.
- Baltai priešistoriniais laikais: etnogenezė, materialinė kultūra ir mitologija, Vilnius: Mokslas, 1985.
- The language of the Goddess: unearthing the hidden symbols of western civilization, San Francisco: Harper & Row, 1989.
- The civilization of the Goddess: the world of Old Europe, San Francisco: Harper, 1991, 544 blz.
- Die Ethnogenese der europäischen Indogermanen. Innsbruck: Institut für Sprachwissenschaft der Universität Innsbruck, 1992.
- Das Ende Alteuropas. Der Einfall von Steppennomaden aus Südrussland und die Indogermanisierung Mitteleuropas, Innsbruck: Institut für Sprachwissenschaft der Universität Innsbruck, 1994, 135 blz.
- The living goddesses, bewerkt en aangevuld door Miriam Robbins Dexter, Berkeley/Los Angeles: University of California Press, 1999.

Geredigeerde bundels
- Obre, Neolithic sites in Bosnia, Sarajevo: A. Archaeologic, 1974.
- Neolithic Macedonia as reflected by excavation at Anza, southeast Yugoslavia, Los Angeles: Institute of Archaeology, University of California, 1976.
- met Colin Renfrew en Ernestine S. Elster (red), Excavations at Sitagroi, a prehistoric village in northeast Greece, dl. 1, Los Angeles: Institute of Archaeology, University of California, 1986.
- met Shan Winn en Daniel Shimabuku (red), Achilleion: a Neolithic settlement in Thessaly, Greece, 6400-5600 B.C., Los Angeles: Institute of Archaeology, University of California, Los Angeles, 1989.

Artikelen en bijdragen
- ‘Culture change in Europe at the start of the second millennium B.C. A contribution to the Indo-European problem’, in: A.F.C. Wallace (red), Selected papers of the Fifth International Congress of Anthropological and Ethnological Sciences. Philadelphia, September 1-9, 1956, Philadelphia: University of Philadelphia Press, 1960, blz. 540–552.
- ‘Notes on the chronology and expansion of the Pit-grave culture’, in: J. Bohm en S. J. De Laet (red), L’Europe à la fin de l’Age de la pierre, Praag: Tsjechoslowaakse Academie voor Wetenschappen, 1961, blz. 193-200.
- ‘The first wave of Eurasian steppe pastoralists into Copper Age Europe’, Journal of Indo-European Studies 5 (1977): 277-338.
- ‘The Kurgan wave #2 (c.3400-3200 BC) into Europe and the following transformation of culture’, Journal of Indo-European Studies 8 (1980): 273-315.
- ‘The transformation of European and Anatolian culture 4500–2500 BC and its legacy, Part III’, Journal of Indo-European Studies 9 (1981): 1–175.
- ‘The ‘Monstrous Venus’ of Prehistory or Goddess Creatrix’, Comparative Civilizations Review 7, nr. 7 (najaar 1981), blz. 1–26.

Divers
- Miriam Robbins Dexter en Karlene Jones-Bley (red), The Kurgan culture and the Indo-Europeanization of Europe. Selected articles from 1952 to 1993 by M. Gimbutas (= Journal of Indo-European Studies monograph 18), Washington DC: Institute for the Study of Man, 1997.
- Miriam Robbins Dexter en Edgar C. Polomé (red.), Varia on the Indo-European past: Papers in memory of Marija Gimbutas (Journal of Indo-European Studies Monograph #19), Washington, DC: The Institute for the Study of Man, 1997.
- Rasa Navickaitė, Marija Gimbutas. Transnational biography, feminist reception, and the controversy of Goddess archaeology, New York: Routledge, 2023.